# The Dark Element
The Dark Element je švédsko-finská symfonická metalová skupina, kterou založili Anette Olzonová (bývalá zpěvačka Nightwish) a Jani Liimatainen (bývalý kytarista Sonata Arctica).

## Historie
V roce 2016 společnost Frontiers Records nabídla Janimu Liimatainenovi, aby nahrál a vydal nové album. Liimatainen si tehdy myslel, že bude pracovat s ženskou zpěvačkou, protože zpěváky jeho předchozích projektů byli muži. Frontiers ho brzy informoval, že to bude Anette Olzon. Na prvním albu jsou také některé nové písně z roku 2004, které nebyly nikdy použity.
Projekt byl ohlášen 29. srpna 2017. Debutové stejnojmenné album vyšlo 10. listopadu 2017 a na jeho nahrání se podílel také basista Jonas Kuhlberg a bubeník Jani Hurula (členové kapely Cain's Offering).
První koncert The Dark Element se konal 7. června 2018 na festivalu Sweden Rock Festival ve švédském městě Sölvesborg.
Jejich druhé album Songs the Night Sings bylo vydáno 8. listopadu 2019, bylo nahráno s novým bubeníkem Rolfem Pilvem (Stratovarius).

## Členové
- Anette Olzon – zpěv (2016–?)
- Jani Liimatainen – kytary, klávesy, doprovodné vokály, programování (2016–?)
- Jonas Kuhlberg – baskytara (2017–?)
- Rolf Pilve – bicí (2018–2019 koncertní muzikant, od 2019–?)
- Juha Mäenpää – klávesy (2018–?, koncertní muzikant)

### Bývalí
- Jani "Hurtsi" Hurula – bicí (2017–2019)

## Diskografie
- The Dark Element (2017)
- Songs the Night Sings (2019)